# Squadrone Supremo
Lo Squadrone Supremo (Squadron Supreme) è un gruppo di personaggi dei fumetti della Marvel Comics, creati dallo sceneggiatore Roy Thomas e dal disegnatore John Buscema sul numero 85 della serie Avengers del febbraio 1971.
I personaggi principali della squadra sono contro-parti di altrettanti personaggi della Justice League of America della DC Comics.

## Storia editoriale

### Lo Squadrone Sinistro
Nel 1969, lo scrittore Roy Thomas, fan della Justice League of America della DC Comics, decise di introdurre, come antagonisti ai Vendicatori, un gruppo di criminali che strizzasse l'occhio alla JLA medesima, chiamandolo Squadrone Sinistro, introducendo così i futuri Hyperion, Dr. Spectrum, Trottola e Nottolone.
La saga presentava il team come "pedine" di una mirabile "partita a scacchi cosmica" tra il Gran Maestro e Kang il Conquistatore, in cui erano coinvolti anche gli Invasori.

### Il gruppo classico
Dopo due anni, fu coniato il termine Squadrone Supremo, negli episodi dei Vendicatori in cui veniva raccontato il loro viaggio di ritorno dalla dimensione di Akon. Il gruppo, invece di tornare nella propria dimensione classica, si ritrova in un universo alternativo (Terra-S o Terra-712, per distinguerlo da quello della continuity classica), dove incontra lo Squadrone, unico supergruppo di eroi operante su questa Terra.
Retroattivamente verrà precisato che il Gran Maestro si era scontrato, prima di creare lo Squadrone Sinistro, con il Centurione Scarlatto di Terra-712, ed aveva usato lo Squadrone originale come proprio team; vincendo la battaglia, li avevi presi a modello per creare lo Squadrone Sinistro.
Entrambi gli Squadroni (della Terra classica e di Terra-712) sarebbero comparsi più volte negli anni a venire.
Le interazioni furono tali che l'Hyperion "sinistro" avrebbe fatto la sua comparsa su Terra-712 e viceversa, complice narrativo anche Emil Burbank, alias Master Menace, l'equivalente di Terra-712 di Lex Luthor.
Tra i cicli di storie nella cronistoria del gruppo, si annoverano la saga con l'Iniziato (Overmind, in originale) apparsa sui Difensori e la miniserie di dodici numeri, Squadron Supreme (vol. 1), scritta da Mark Gruenwald nel 1985, a cui ha fatto seguito un graphic novel. In questa saga, incentrata sulla decisione da parte dei supereroi di prendere le redini del pianeta, Gruenwald anticipò già alcune tematiche in seguito riprese in serie di culto come Watchmen di Alan Moore o Rising Stars di J.M. Straczynski.
Fecero seguito, negli anni, molteplici saghe, più diradate, sino al one-shot del 1998, dove, apparentemente per sempre, i personaggi venivano ricondotti al loro mondo natale. Furono ripescati dal limbo editoriale tempo dopo, durante una saga di Exiles, serie caratterizzata dal viaggio tra le dimensioni parallele.
Nella saga Justice League VS Avengers del 2004, proprio nel primo scontro tra i due supergruppi, Occhio di Falco dice che la Justice League altro non è che una squadra emula dello Squadrone Supremo.

### La nuova versione
Nel 2003, Brian M. Bendis e J. M. Straczynski decisero di riprendere i concetti-base dello Squadrone Supremo, per rinnovarlo, dandogli un nuovo corso e nuove tematiche - senza con questo cancellare retroattivamente tutta la precedente ambientazione (Terra-712). Questa nuova incarnazione del gruppo viene classificata, per differenziarla, e in accordo con Official Handbook to the Marvel Universe: Alternate Worlds 2005, come Terra-31916.

## Personaggi e controparti
| Membro dello Squadrone Supremo | Controparte nella Justice League of America |
| ------------------------------ | ------------------------------------------- |
| Hyperion                       | Superman                                    |
| Nighthawk                      | Batman                                      |
| Princess Power                 | Wonder Woman                                |
| Trottola                       | Flash                                       |
| Dottor Spectrum                | Lanterna Verde                              |
| Amphibian                      | Aquaman                                     |
| Skrullian Skymaster            | Martian Manhunter                           |
| Golden Archer                  | Freccia Verde                               |
| Lady Lark                      | Black Canary                                |
| Tom Thumb                      | Atomo                                       |
| Blue Eagle                     | Hawkman                                     |
| Arcanna                        | Zatanna                                     |
| Nuke                           | Firestorm                                   |